# Janez Franko
Janez Franko - Franko, slovenski partizan, politik in politični komisar, * 24. junij 1923, † ?.
V NOV in POS je vstopil 15. maja 1942. Kot pripadnik Cankarjeve brigade je bil eden izmed odposlancev, ki so se udeležili Zbora odposlancev slovenskega naroda v Kočevju.